# Kevin Lalande
Kevin Lalande (ur. 19 lutego 1987 w Kingston, Ontario) – kanadyjski hokeista. Reprezentant Białorusi.

## Kariera
- Hawkesbury Hawks (2003-2004)
- Belleville Bulls (2004-2007)
- Quad City Flames (2007)
- Las Vegas Wranglers (2007-2008)
- Quad City Flames (2008)
- Syracuse Crunch (2009-2010)
- Witiaź Podolsk (2010-2011)
- Dynama Mińsk (2011-2014)
  -  Junost' Mińsk (2012-2013)
- CSKA Moskwa (2014-2015)
- Dynama Mińsk (2015-2017)

Występował w kanadyjskich juniorskich rozgrywkach OHL w ramach CHL, a następnie w amerykańskich rozgrywkach AHL i ECHL. W drafcie NHL z 2005 został wybrany przez Calgary Flames, jednak nie zagrał w lidze NHL. W 2010 przeniósł się do Europy i od tego czasu występuje w lidze KHL. Wpierw od września 2010 w barwach rosyjskiego klubu Witiaź Czechow, a w lipcu 2011 został zawodnikiem białoruskiego zespołu Dynama Mińsk. 26 lutego 2012 otrzymał białoruskie obywatelstwo (wraz z nim dwaj jego rodacy Charles Linglet i Geoff Platt). Procedura przyznania została przyspieszona ze względu na przepis umożliwiający to i dopuszczający wyjątki "gdy chodzi o osoby odnoszące wielkie sukcesy na polu kultury, nauki i sportu". Decyzję zatwierdził formalnie prezydent, Alaksandr Łukaszenka, prywatnie admirator hokeja na lodzie. W maju 2012 przedłużył kontrakt z Dynama o dwa lata. W październiku 2012 był także przekazany do zespołu Junost' Mińsk. Od lipca 2014 zawodnik CSKA Moskwa. Od października 2015 ponownie zawodnik Dynama Mińsk. Wówczas przedłużył kontrakt do końca sezonu 2017/2015. Zwolniony w maju 2017. W lutym 2018 ogłosił zakończenie kariery zawodniczej.
W barwach Białorusi uczestniczył w turniejach mistrzostw świata w 2014, 2015, 2016, 2017.
Założyciel fundacji swojego imienia, zajmującej się pomocą ludziom potrzebującym.

## Sukcesy
Klubowe

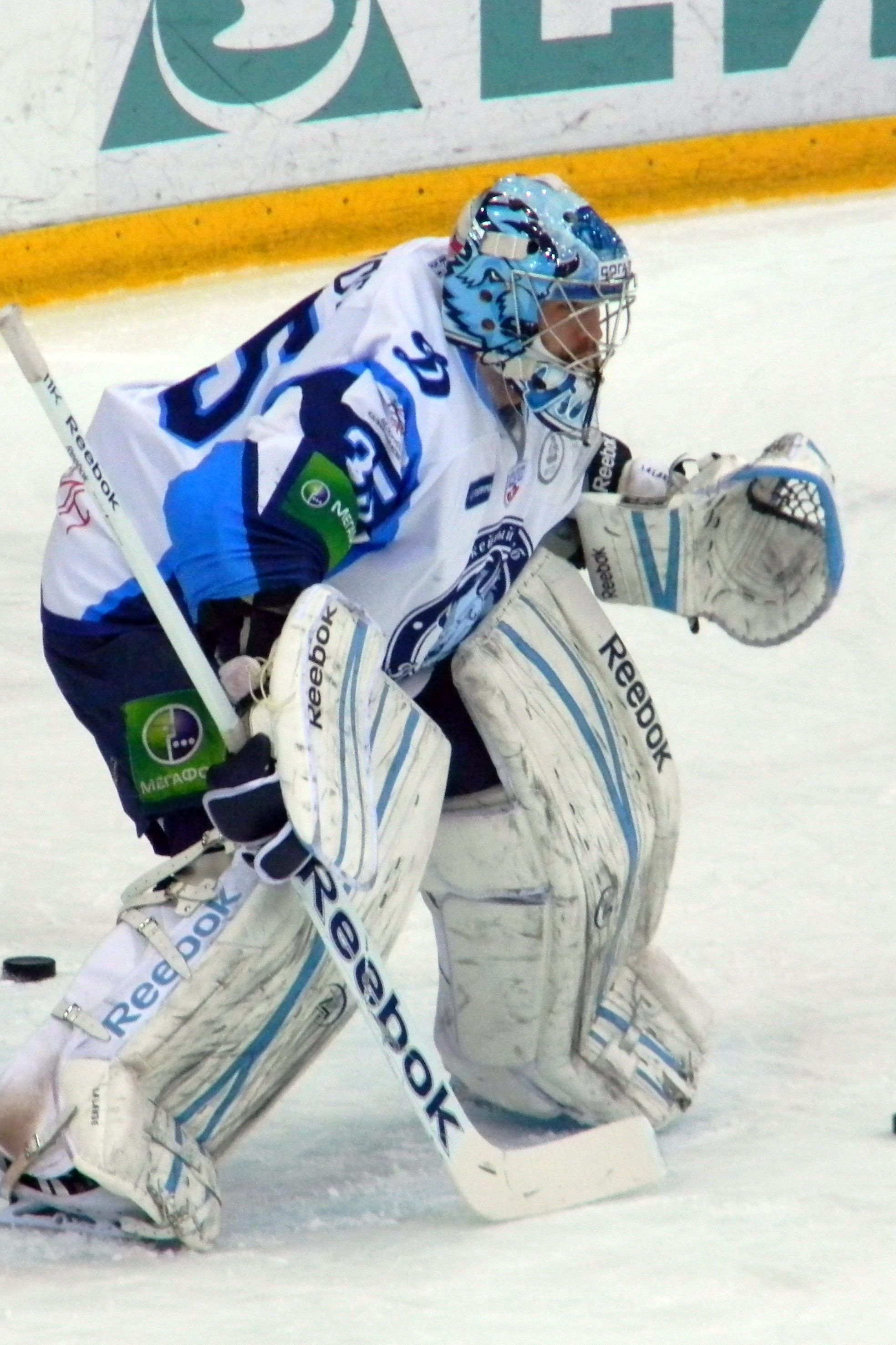
Kevin Lalande w barwach Dynama Mińsk (2012)

- Leyden Trophy: 2007 z Belleville Bulls
- Puchar Kontynentu: 2015 z CSKA Moskwa
- Brązowy medal mistrzostw Rosji: 2015 z CSKA Moskwa

Indywidualne
- OHL (2005/2006):
  - Trzeci skład gwiazd
- CHL (2006/2007):
  - Najlepszy napastnik tygodnia - 4 lutego 2007
- ECHL 2007/2008:
  - Najlepszy napastnik tygodnia - 21-27 stycznia 2008
- AHL (2008/2009):
  - Najlepszy napastnik tygodnia - 15 marca 2009
- Mistrzostwa Świata w Hokeju na Lodzie 2014/Elita:
  - Trzecie miejsce w klasyfikacji skuteczności interwencji w turnieju: 93,75%
  - Drugie miejsce w klasyfikacji średniej straconych goli na mecz w turnieju: 1,25
  - Pierwsze miejsce w klasyfikacji najmniejszej liczby straconych goli w turnieju: 5
- KHL (2014/2015):
  - Piąte miejsce w klasyfikacji skuteczności interwencji w sezonie zasadniczym: 93,4%
  - Pierwsze miejsce w klasyfikacji średniej straconych goli na mecz w turnieju: 1,39
  - Drugie miejsce w klasyfikacji meczów bez straty gola w sezonie zasadniczym: 6
  - Piąte miejsce w klasyfikacji średniej goli straconych na mecz w fazie play-off: 1,67
- Mistrzostwa Świata w Hokeju na Lodzie 2015/Elita:
  - Jeden z trzech najlepszych zawodników reprezentacji na turnieju[11]